# Astrabe fasciata
Astrabe fasciata es una especie de peces de la familia de los Gobiidae en el orden de los Perciformes.

## Morfología
Los machos pueden llegar a alcanzar los 4,8 cm de longitud total y las hembras 3.5.

## Hábitat
Es un pez de Mar y, de clima templado y demersal que vive entre 1-2 m de profundidad.

## Distribución geográfica
Se encuentra en el Japón. 

## Observaciones
Es inofensivo para los humanos. 